# Крепость Святой Елисаветы
Крепость Святой Елисаветы, или Елисаветинская крепость, среди местных также известна как земляные валы (укр. Фортеця Святої Єлисавети, Єлисаветинська фортеця, земляні вали) — бывшая крепость (штерн-шанец) в центре Украины, являвшаяся административным центром Новой Сербии, из которой вырос город Елисаветград (ныне Кропивницкий). Крепость названа в честь святой Елисаветы — покровительницы императрицы Елизаветы Петровны. На сегодняшний день представляет собой парк с расположенным внутри кладбищем погибших в Великой Отечественной войне.

## История

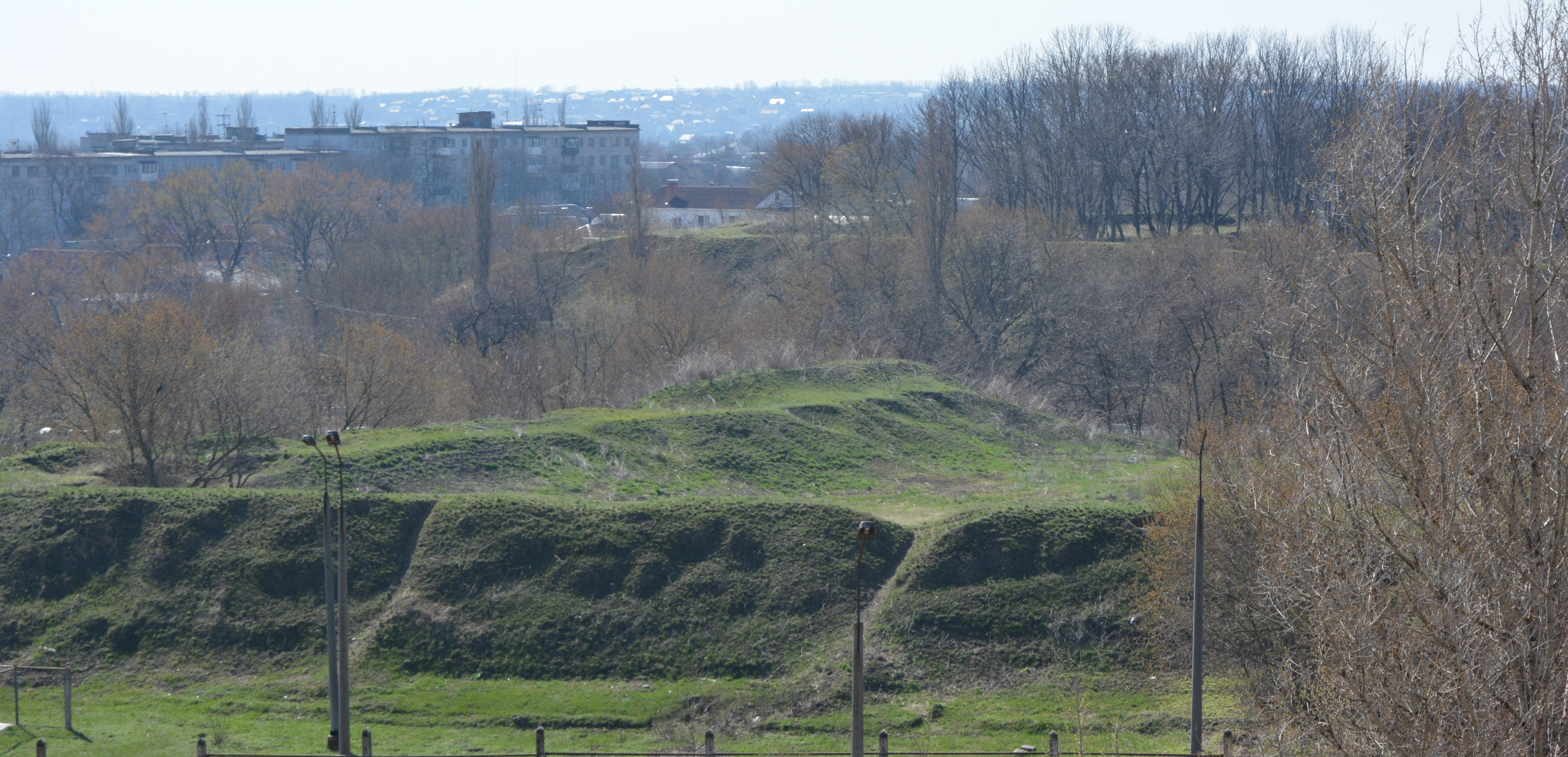
Земляные валы

Крепость была построена на землях Войска Запорожского после прибытия нескольких тысяч переселенцев с Балкан для защиты этих территорий от набегов крымских татар и турок, недалеко от местных слобод запорожцев, в соответствии с указом Сената, которым также была создана Новая Сербия. Указ был подписан императрицей Елизаветой Петровной 4 января 1752 года. На основании указа была издана жалованная грамота Ивану Хорвату и инструкция Ивану Глебову. Для строительства крепости прибыл Гадячско-Миргородский полк украинских казаков (1390 мужчин), завершивший основные работы за четыре месяца: с июня по октябрь 1754 г. Во время работ погибли 72 запорожца, 233 заболело, 855 сбежало на Сечь.
Крепость состоит из сухих земляных валов, вырытых в форме правильного шестиугольника периметром (вместе с внешними укреплениями) до 6 верст (6,3 км).
Елизаветинская крепость была главным военным поселением (штаб-квартирой) Русской армии на юге в тот период и центром Новослободского казацкого полка (преобразовавшегося в Елисаветградский пикинёрный полк). Она была одним из оплотов российской защиты в регионе от нападений соседей — Польши и крымчаков: на протяжении 1753—1764 годов она была местом пребывания высшего командования на юге Российской империи; в ней действовала следственная комиссия по гайдамацким делам (с 1756 года).

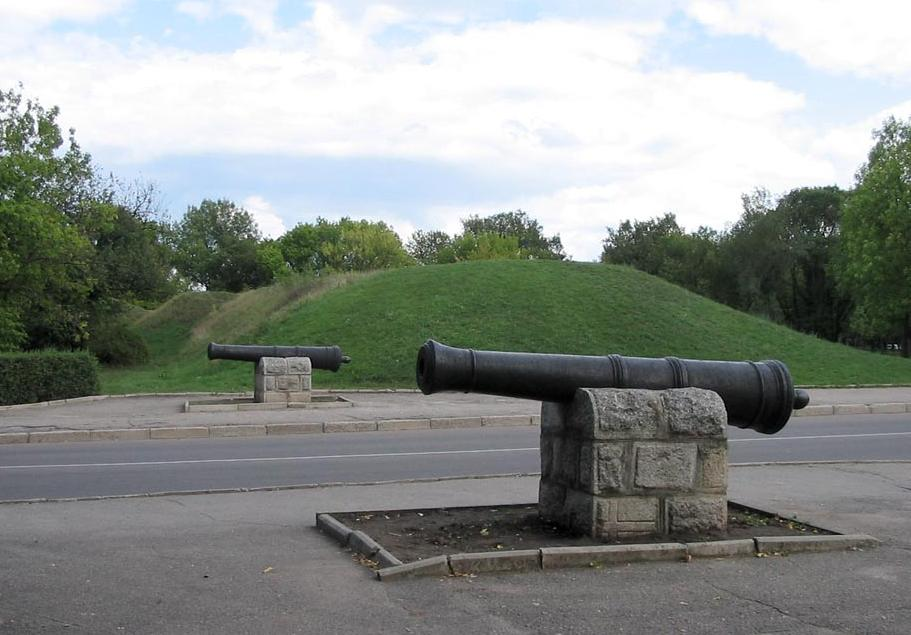
Пушки и валы крепости в современном городе Кропивницкий

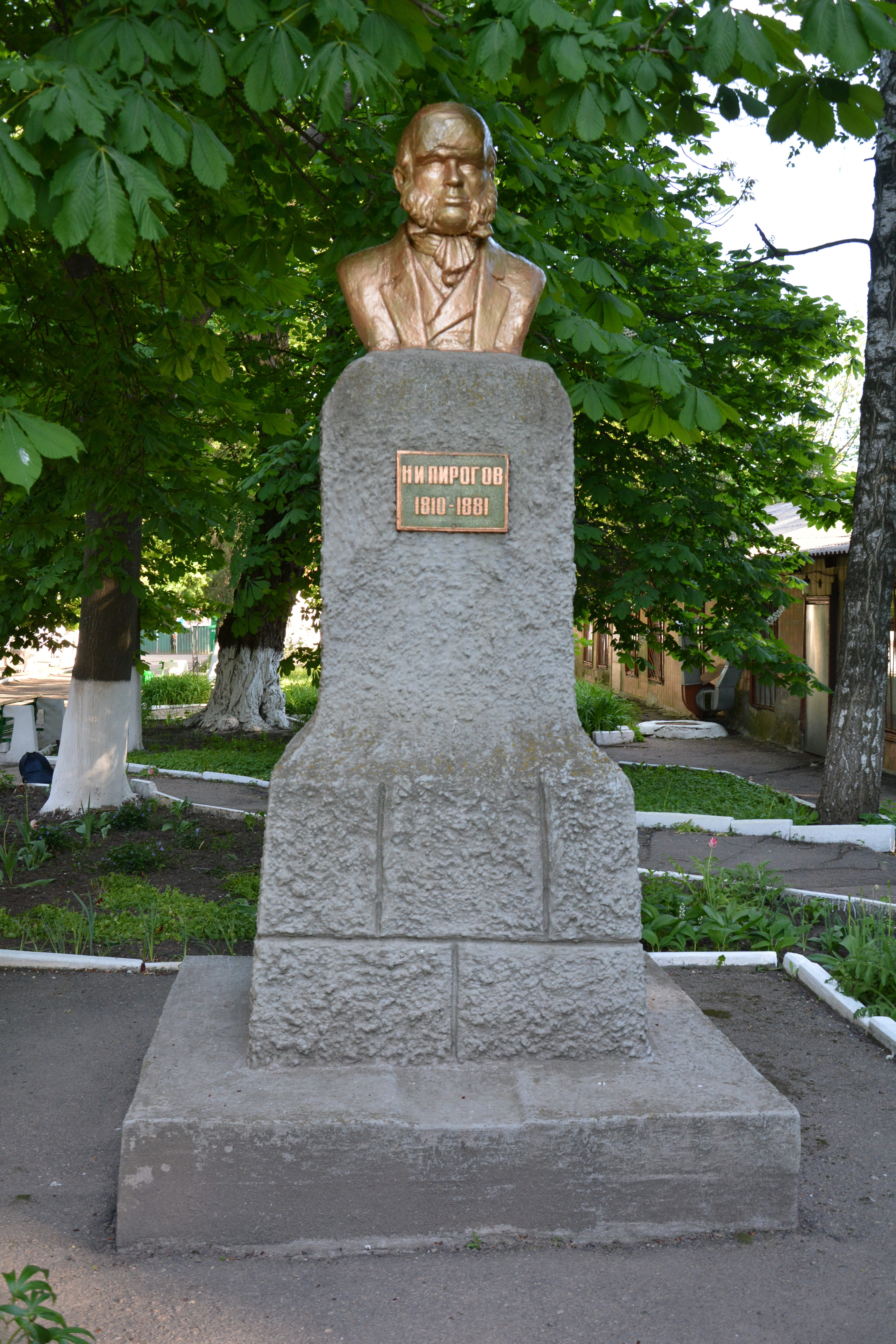
Памятник Николаю Пирогову

В 1764 году в крепости была основана первая на Украине типография гражданского шрифта. Во время русско-турецкой войны 1768—1774 годов, когда в январе 1769 в границы Елисаветградской провинции вторглись татары, гарнизон укрепления, состоявший из четырёх тысяч русских солдат и двух тысяч запорожцев под руководством генерала Исакова не только удачно выдержал осаду и укрыл местных жителей, но и отбил 70-тысячное турецко-татарское войско от соседних селений. После успешного отражения атаки в крепость прибыл генерал Румянцев.
Летом 1769 года здесь находился Донской казачий полк Ефима Кутейникова, в котором служил хорунжим Емельян Пугачёв и одновременно пребывал генерал-аншеф Пётр Панин, впоследствии подавивший Пугачевское Восстание, в 1770 году для него здесь была организована триумфальная встреча с пушечным салютом как покорителю Бендер. Часто и на довольно длительное время в 1773—1794 годах в крепость приезжал Михаил Кутузов.

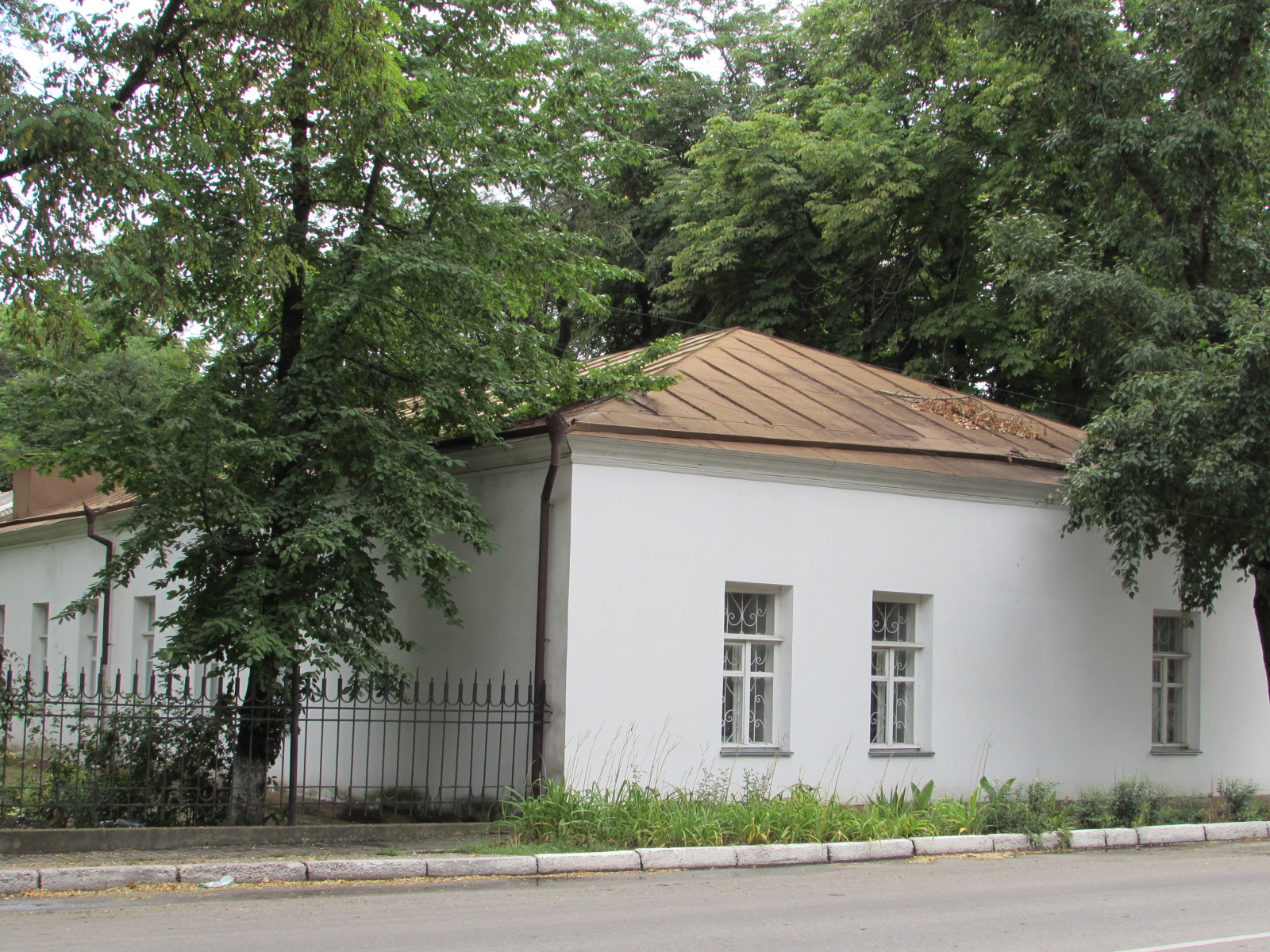
Бывший штаб Русской императорской армии

С 1775 года крепость Святой Елисаветы окончательно теряет своё оборонное значение. Именно отсюда в конце мая 1775 на Сечь, которую обороняли 3 тысячи запорожцев, отправились части 1-й армии под командованием генерал-поручика Петра Текели (8 полков кавалерии, 10 полков пехоты, 20 гусарских эскадронов, 17 пикинерских и 13 эскадронов донского казачества, общей численностью в 100 тыс. человек). 15 июня 1775 Сечь была полностью разрушена. В крепости долгое время хранился архив ликвидированной Запорожской Сечи и пребывали в заключении последние запорожские атаманы, прежде чем их отправили в Сибирь на каторгу); в 1784 году из неё начали вывозить в Херсон артиллерию. С 1785 года она превращается в город Елисаветград (теперь — Кропивницкий, административный центр Кировоградской области).
С 1786 по 1792 в крепости бывал Александр Суворов. 27 сентября 1782 года в крепость впервые приехал Григорий Потёмкин, позже он жил здесь некоторое время и в 1787—1788 основал здесь одно из первых на Украине медицинских учебных заведений, которое окончил Ефрем Мухин, ставший выдающимся хирургом и являвшийся одним из учителей Николая Пирогова. Сам Пирогов работал в больнице крепости во время Крымской войны. Возле этой больницы был установлен бюст знаменитому врачу.
Во время русско-турецкой войны 1787—1791 годов в крепости пребывал генерал Гудович. В 1788 здесь побывал австрийский фельдмаршал Шарль-Жозеф де Линь и по прибытии в Европу оставил мемуары.
В 1794 здесь ещё держали 162 пушки, которые обслуживали 277 артиллеристов, в 1795 последние орудия были вывезены в Херсон, и лишь две пушки были сохранены — они установлены на каменных пьедесталах на месте бывших главных ворот.
В 1797—1801 годах крепость была административным центром Новороссийской губернии. Полное упразднение статуса крепости произошло 15 марта 1805 года. Гарнизон был расформирован, но в казармах ещё несколько лет размещался нестроевой батальйон (3 инвалидные роты под командованием капитана Дерожинскаго, а впоследствии полковника Нотбека).
Комендантами крепости св. Елисаветы были: с 1755 года бригадир Алексей Иванович Глебов, с 1760 года бригадир Муравьев, в 1762 бригадир Юст, в 1763 полковник Ирман, в 1764 бригадир Чертков, с 1765 полковник Глебов, у 1768 полковник Корф, в 1769 майор Геринг, с 1770 полковник Гессий, с 1773 подполковник Дувинг, с 1775 полковник Соколов (после переведенный в Херсон обер-комендантом), в 1778 полковник Вукотич, с 1781 генерал-майор Петерсон, при котором крепость была обезоружена (Последний ордер князя Потёмкина коменданту крепости св. Елисаветы об отпуске отборного оружия из числа отобранного у запорожцев был подписан им 11 октября 1787 года), с 1794 по 1805 генерал-майор Альвинцев, при котором крепость была окончательно упразднена и исполняла исключительно административные функции.
В 1820—1824 годах здесь во время посещений города по крайней мере трижды бывал Александр Пушкин.
В 1837 Георгий Эммануэль, участник войны 1812 года сербского происхождения, был похоронен недалеко от крепости. 17 сентября 1842 года здесь в ходе военных манёвров побывал российский император Николай I, в 1874 — Александр II, а в 1888 — Александр III.
24 января 1917 года, незадолго до Февральской революции, крепость посетила Великая княгиня Елена Петровна, дочь тогдашнего короля Сербии. Она была избрана председателем Елисаветградского комитета опеки сербских беженцев. В городе тогда их проживало более тысячи.

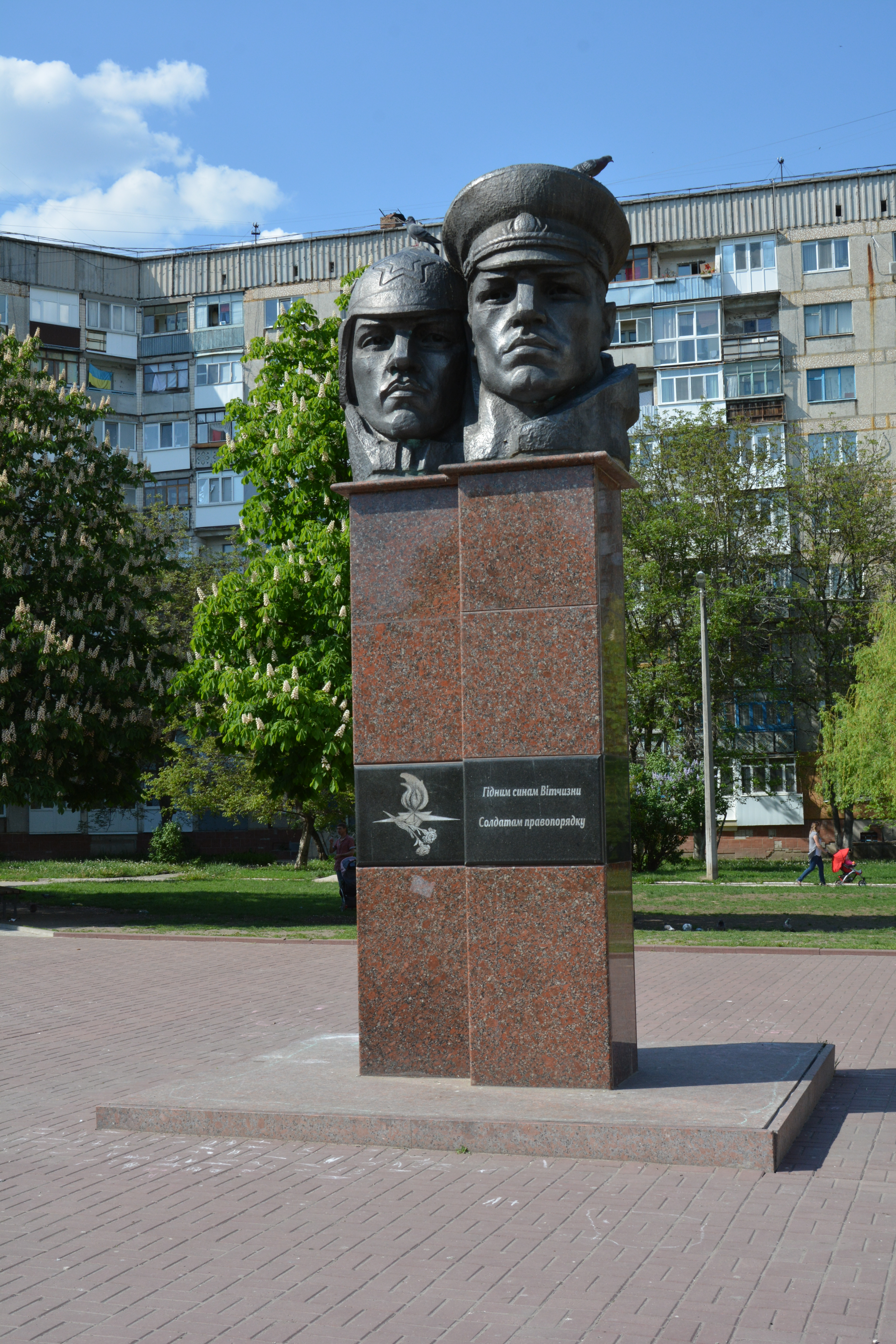
Памятник чекистам возле крепости (укр. Достойным сынам Отечества, Защитникам правопорядка)

После Октябрьской революции и в годы Гражданской войны большевики создали здесь тюрьму для политических оппонентов, в тогдашней терминологии «контрреволюционных элементов», прежде всего для атаманов Холодноярской республики и сторонников Украинской Народной Республики.
В декабре 1917 городская Дума признала власть УНР, параллельно по инициативе Трифона Гуляйницкого, Григория Кочерещенко, Константина Скульского и Яна Шканда формировался местный президиум рабочих депутатов и елисаветградский революционный комитет, они же активнее всего проявили себя в боях с анархистами во главе с Марусей Никифоровой в январе-феврале 1918 года.
Уже 26 февраля 1918 года здесь впервые была установлена советская власть и над входом в крепость поднято красное знамя, но из за наступления германских войск и распоряжения коменданта сдать оружие, вызвавшего негодование[чьё?], по приказу местного ревкома из крепости были эвакуированы ценности и оружие запорожских казаков, хранившиеся здесь со времен ликвидации Сечи, и перевезены в Москву, сам ревком из-за сопротивления горожан вскоре покинул город. После свержения гетмана Скоропадского через крепость проходили пути бойцов Директории, Красной Армии, повстанцев Григорьева и Белой армии.
После окончательного установления советской власти рядом с бывшими главными воротами находилась местная ЧК, в подвалах которой в 1922 побывал известный деятель УНР Горлис-Горский. В 1977 недалеко от крепости был установлен памятник «Защитникам правопорядка», более известный в народе как «памятник чекистам».
24 сентября 1922 Михаил Фрунзе после выступления на собрании елисаветградских коммунистов, на котором призвал к Красному террору, побывал в крепости.

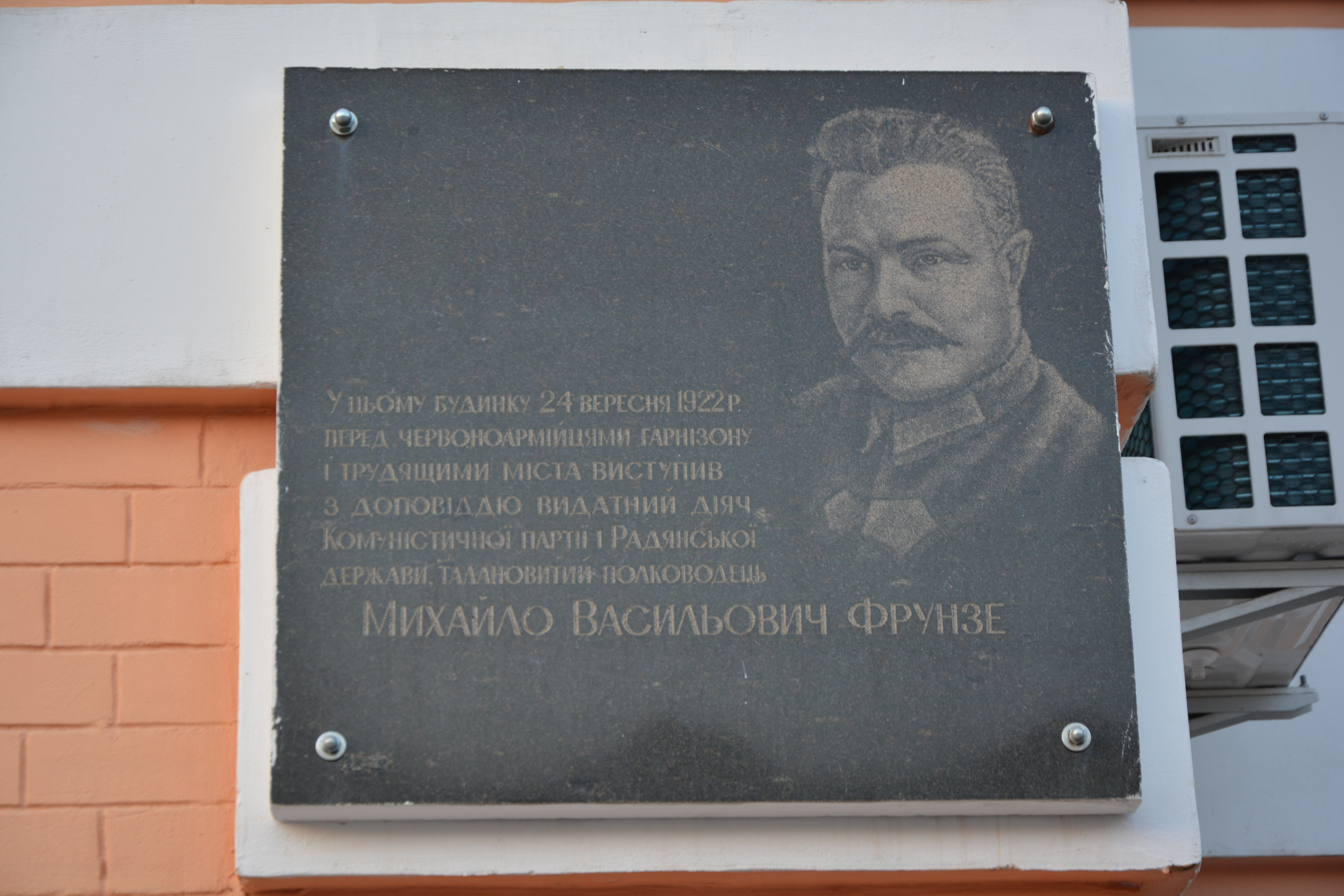
Памятная табличка на доме, где выступал Фрунзе

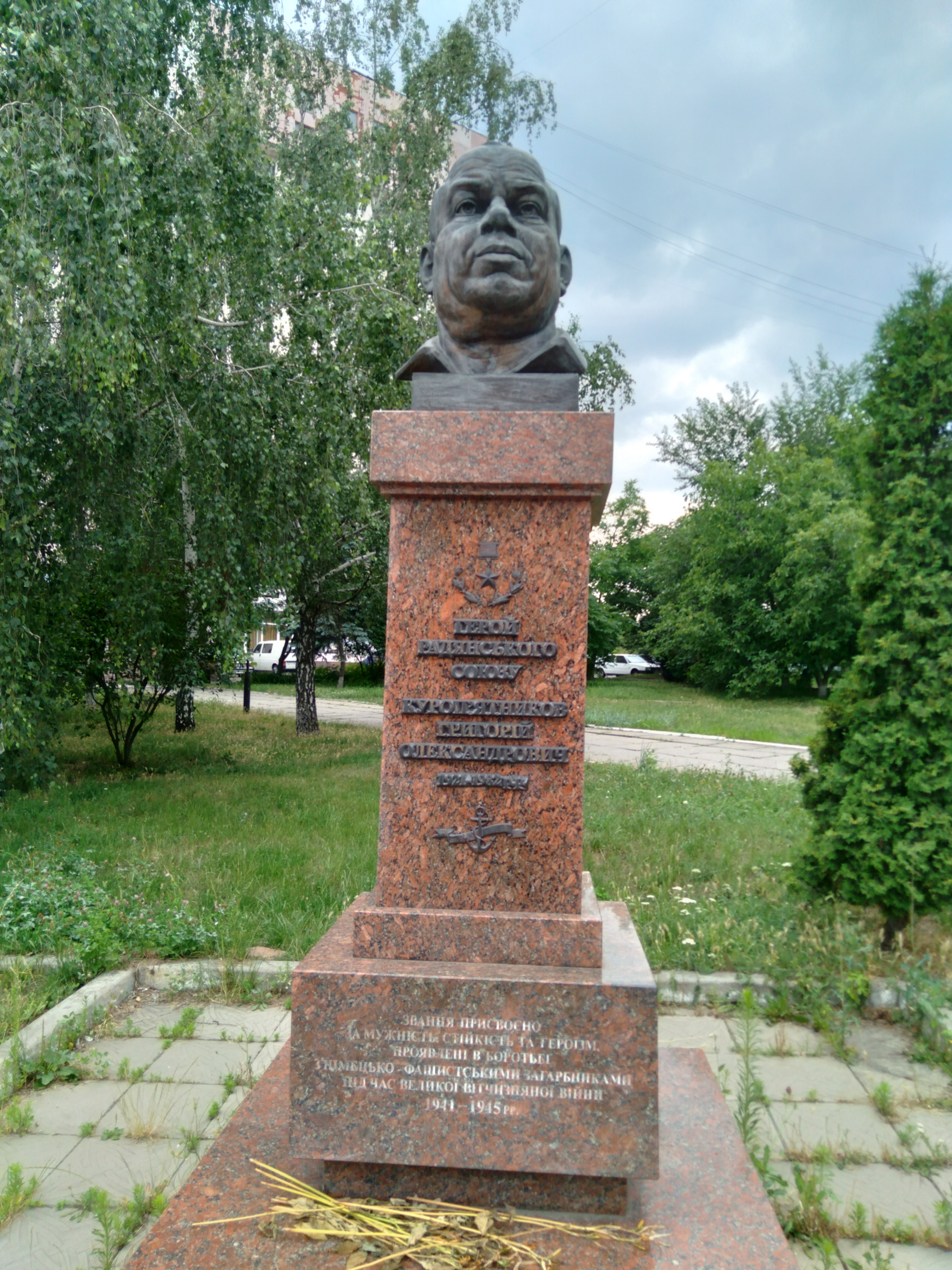
Памятник Куропятникову в 2023 году

Согласно документам из Государственного архива Кировоградской области, рассекреченным в 2008 году, в годы Голодомора 1932—1933 и сталинских репрессий сотрудники ОГПУ и НКВД тайно хоронили здесь погибших от голода и замученных в пыточных, закапывая тела в братских могилах. По словам местного историка Сергея Милютина, половину осуждённых по статье о «контрреволюции» в Кирово, кроме украинцев, составляли греки, семьи которых приехали сюда ещё в XVIII веке, немцы, евреи, и поляки.
Во время оккупации города в 1941—1944 нацисты проводили здесь расстрелы еврейского населения, а также партизан. Согласно сведениям местного историка Александра Жосана, всего на валах немцами и местными коллаборантами были проведены казни около трёх тысяч человек. Первая такая казнь состоялась 30 сентября 1941 года, когда евреям тогдашнего Кировограда приказали с вещами собраться во дворе Большой хоральной синагоги и оттуда повезли на расстрел. Также возле крепости в годы войны располагалась часть РОА разгромленная партизанами.
По традициям СС, зондеркоманда привозила определённое количество человек, заставляла их раздеться догола, подойти к яме, где уже лежали другие убитые, и делала несколько выстрелов в спину. А после освобождения здесь стали хоронить погибших со всего города, 50 тысяч горожан и партизан, 13 тысяч из которых были евреями. Местный историк Юрий Митрофаненко отметил: «С одной стороны, евреи были убиты нацистами. А с другой, советская власть не предупредила их о опасности, и у них не было возможности эвакуироваться».
Сегодня на территории бывшей крепости с 1950 года расположен мемориальный комплекс, посвященный жертвам оккупации и героям Великой Отечественной войны (Пантеон Вечной Славы), в частности, здесь находятся могилы Героев Советского Союза: Григория Куропятникова, Григория Балицкого, Дмитрия Осатюка, Ивана Усенко, Василия Галушкина, Ивана Коваля, Николая Литвинова, Дмитрия Семенова, Бари Габдрахманова, Кузьмы Антоненко, Ореста Боровкова, Николая Барболина, Михаила Родионова, Валерия Верхоланцева, Юрия Глибко, Николая Жосана, Алексея Егорова, Григория Ткачёва, Николая Климова, Александра Волкова, Николая Зинченко. Также недалеко от бывших главных ворот стоит памятник Григорию Куропятникову.
В 1960х на могилах были установлены коменные плиты.
В годы застоя здесь в бывшей больнице пытали дисидентов со всей Кировоградской области, самыми известными из которых являются Кожемяка Степан Демидович и Черный Петр Павлович.
В 1981-1982 годах была установлена статуя Скорбящая Родина-Мать.
В 1994 году группа археологов во главе с Николаем Тупчиенко раскопала здесь останки комендантского дома, а в 2003 году он совместно с коллегами нашёл здесь монеты XVIII века и посуду скифской эпохи.
Несмотря на уже шедшую войну против Украины, горожане ежегодно праздновали годовщину начала строительства крепости, сохраняя определённые культурные связи с Россией.
В конце 2024 года на Пантеоне Вечной Славы, по решению городского совета, дата Великой Отечественной Войны (1941-1945) была заменена на общемировую дату Второй Мировой Войны (1939-1945) в развязании которой Советский Союз сыграл не последнюю роль, в знак отхода страны от советской тоталитарной и современной российской политической идеологии, поскольку Россия часто оправдывает свою вооруженную агрессию против Украины "подвигом предков".
В 80-ю годовщину Победы над нацизмом, официальная церемония почтения погибших в Кропивницком прошла 8 мая и была организована госоветом, а 9 мая несмотря на низкую температуру и сильные дожди, сотни горожан и гостей со всей области в течение дня возложили цветы у вечного огня на Пантеоне Вечной Славы внутри Крепости Святой Елисаветы. В частности одна 80-летняя женщина, сначала поклонилась каждой статуе Пантеона, включая статую Скорбящей Родины-матери, затем возложила цветы, и снова поклонилась каждому памятнику. По её словам она это сделала в честь своего дяди-партизана, Николая Пилипенко, служившего в отрядах самого Михаила Скирды и расстрелянного здесь немцами в 1943 году.

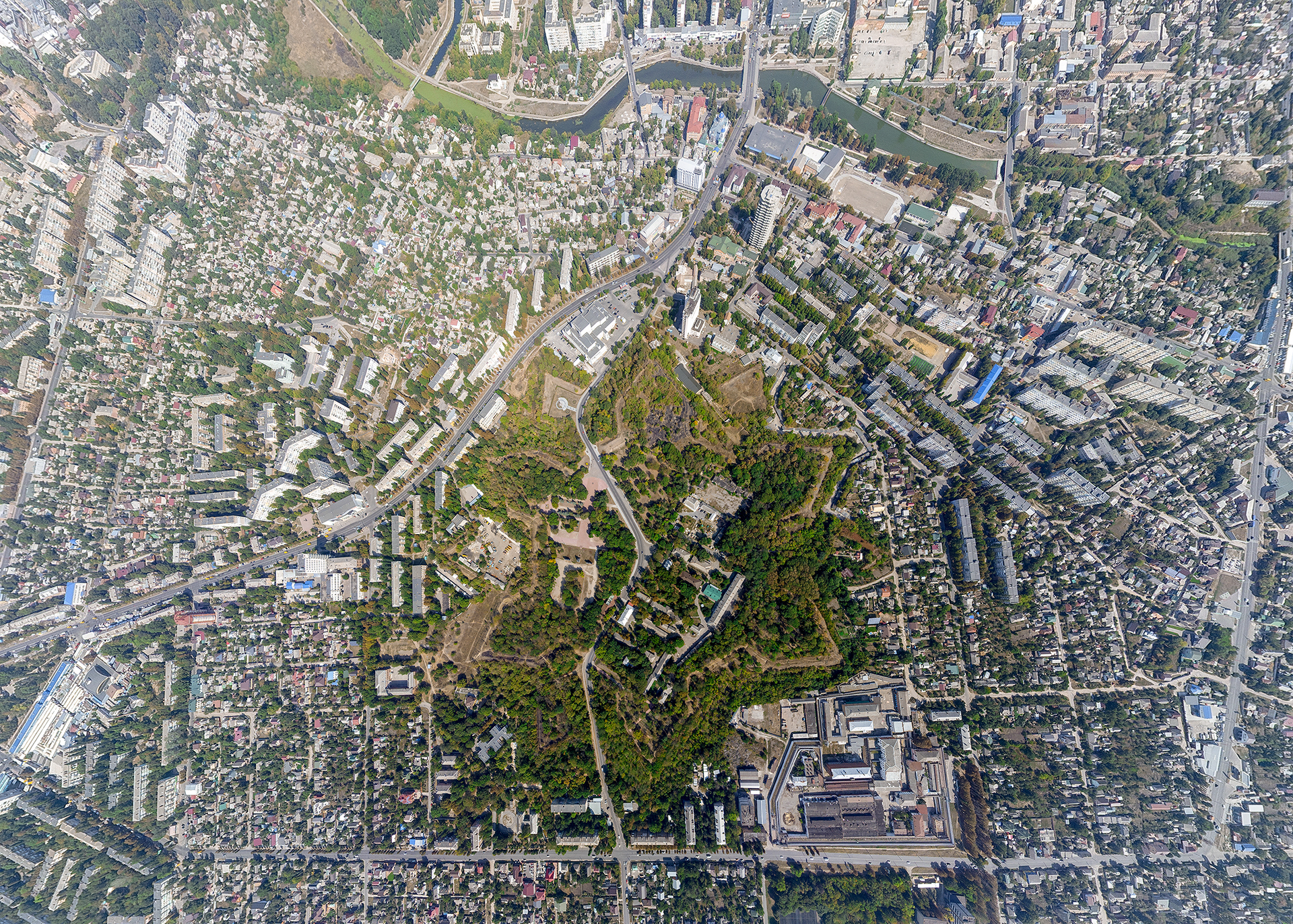
Вид на крепость с высоты птичьего полета
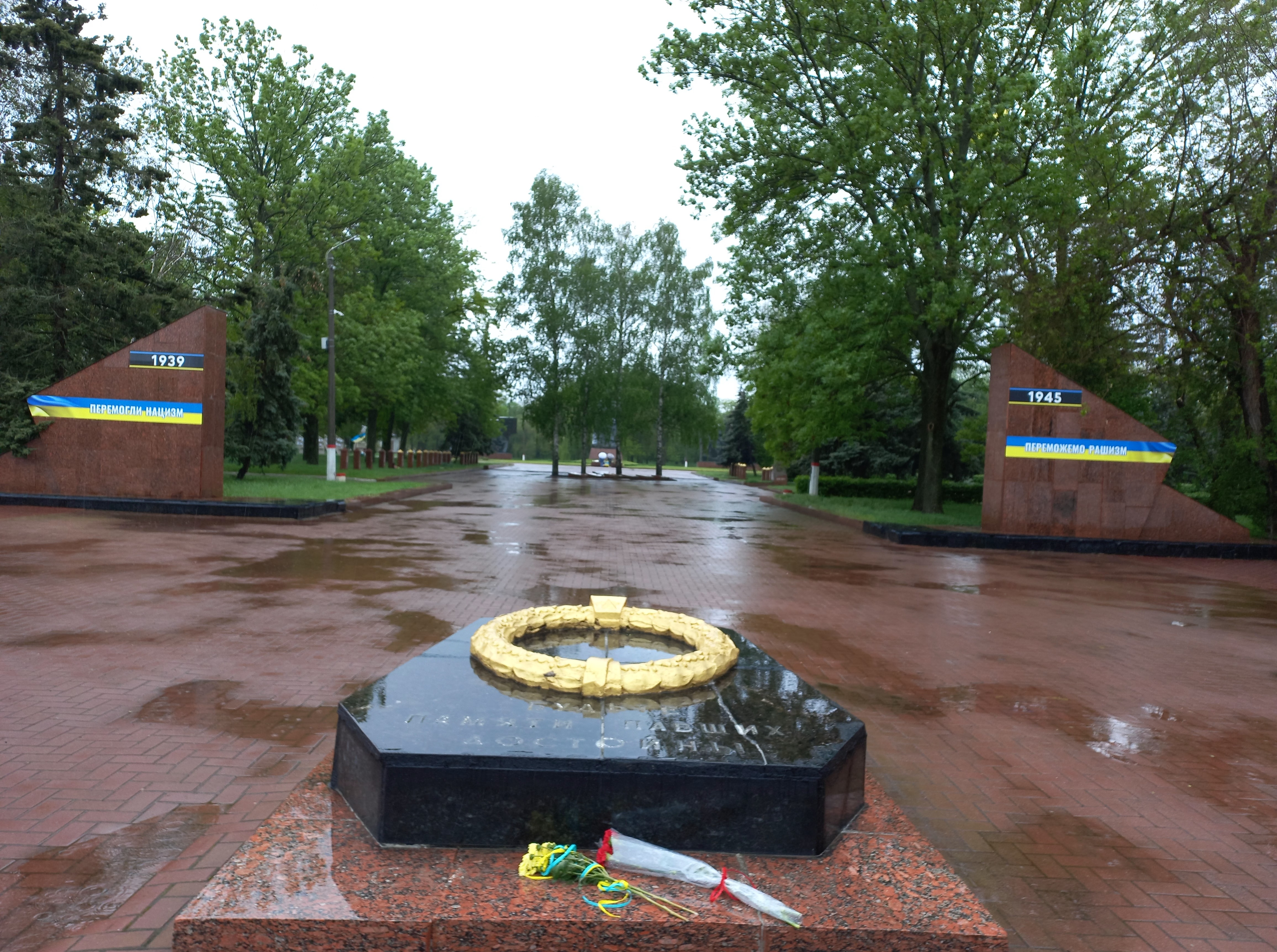
Пантеон Вечной Славы
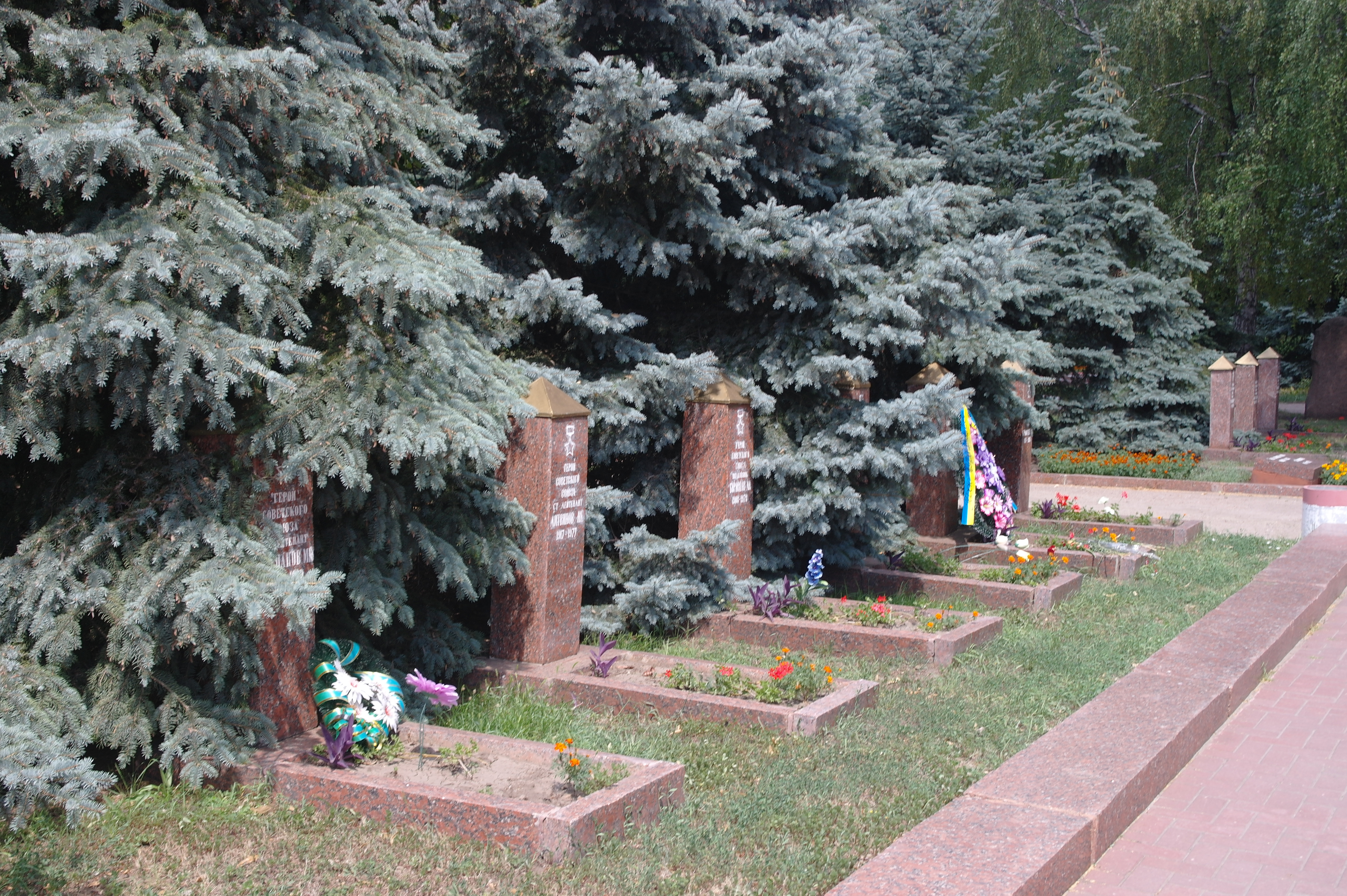
Могилы советских воинов (умерших после войны)
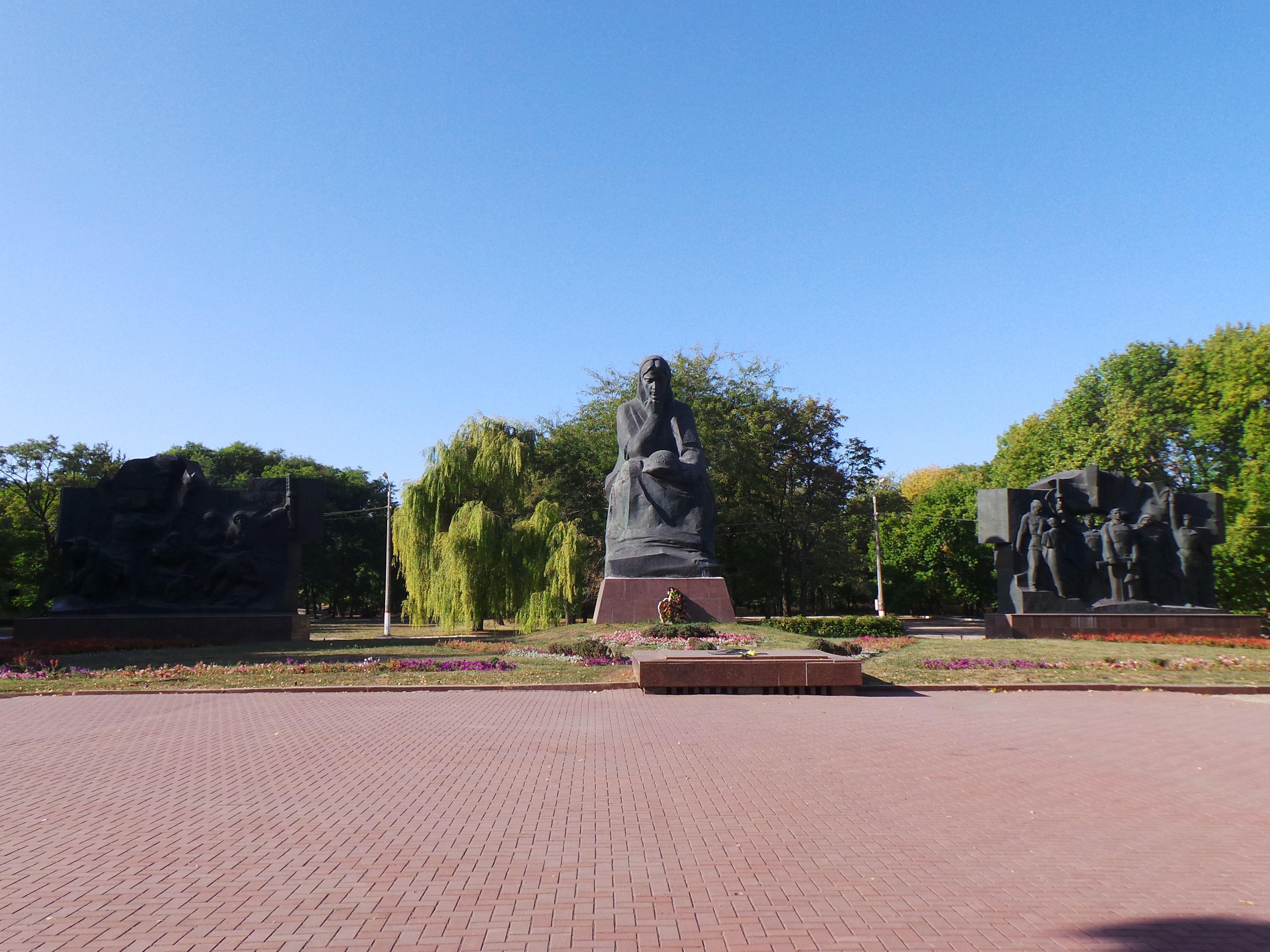
Памятники «Скорбящая Родина-Мать» и «Освобождение»
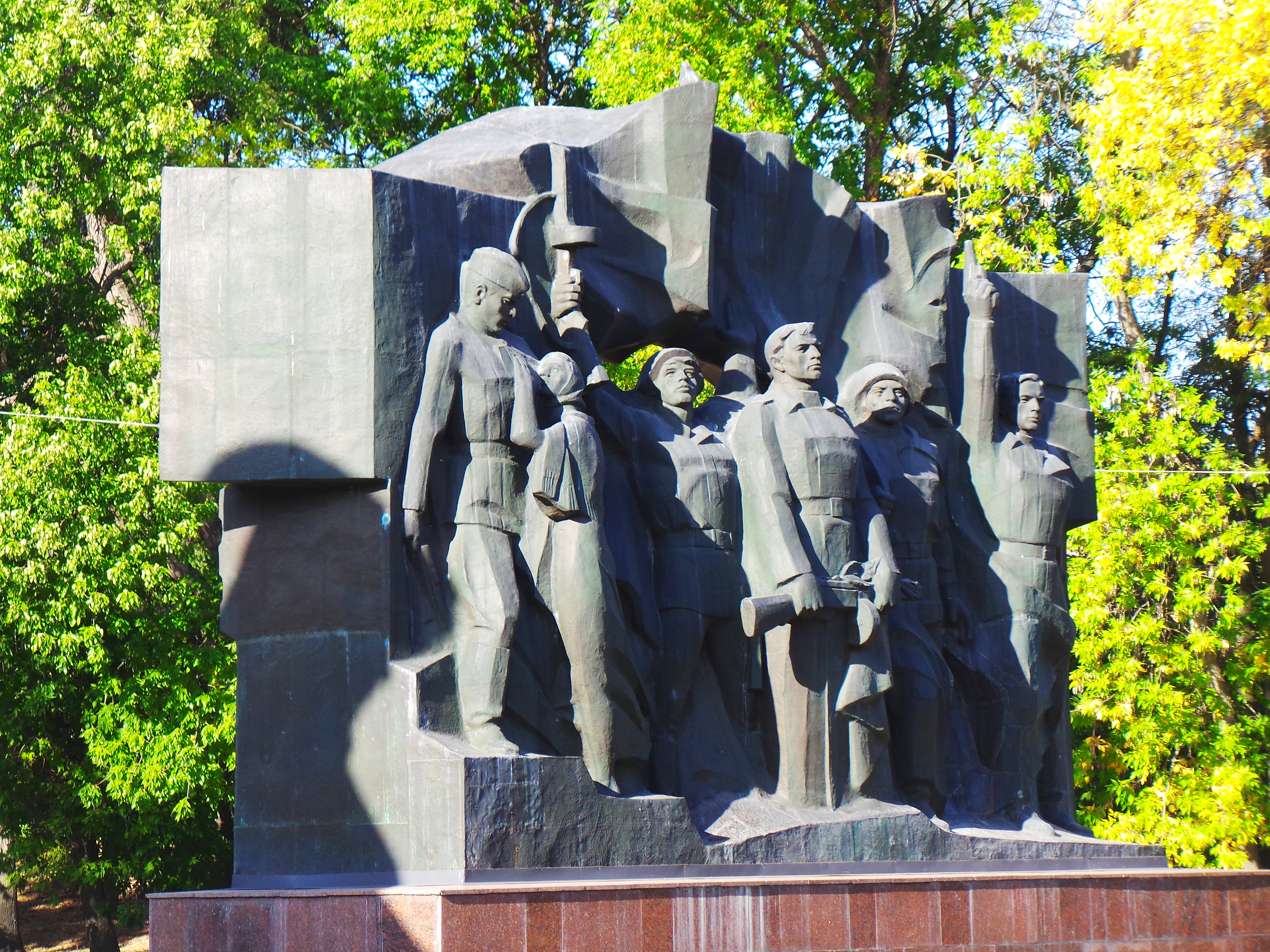
Памятник «Освобождение»
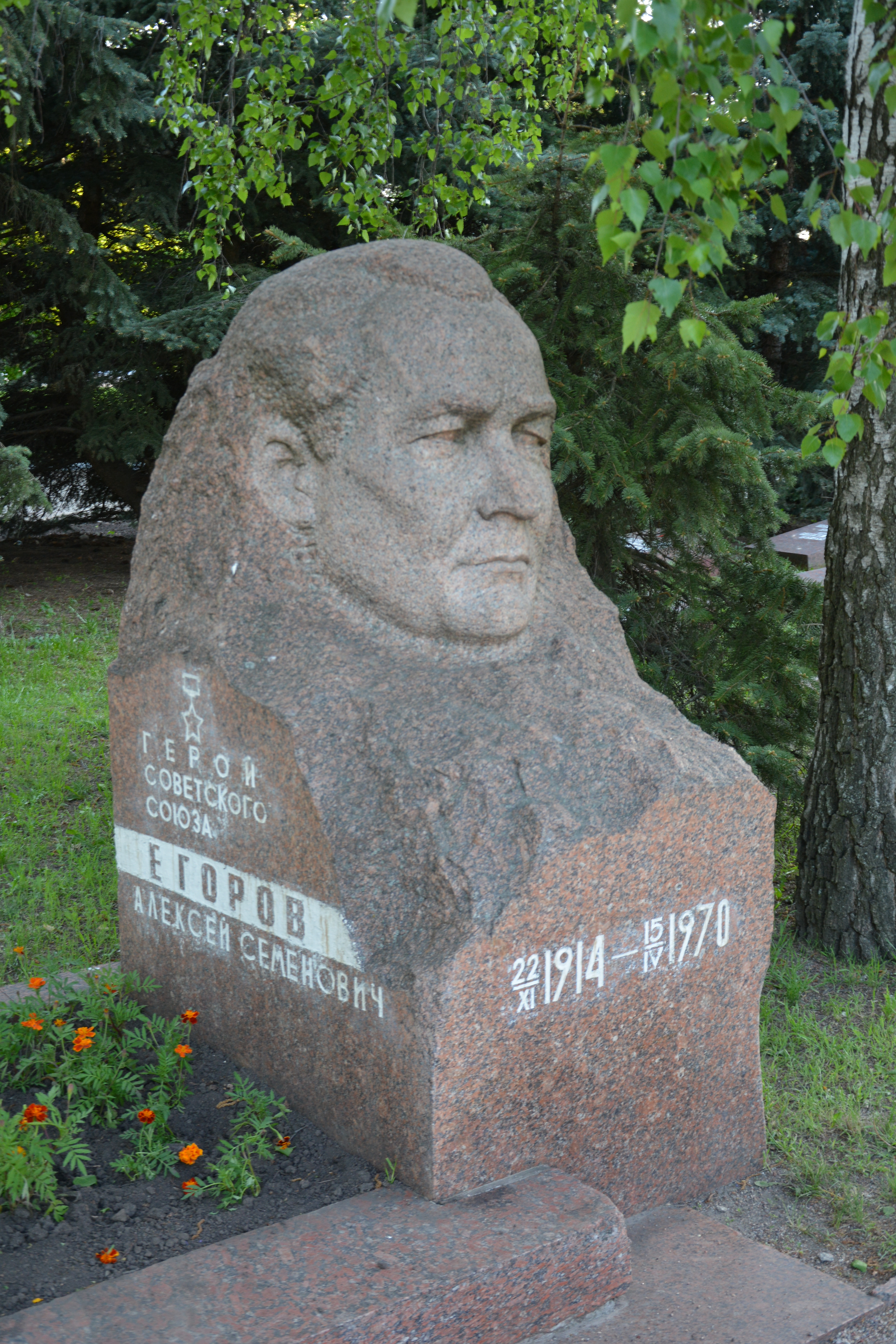
Могила Героя Советского Союза Алексея Егорова (1914-1970)
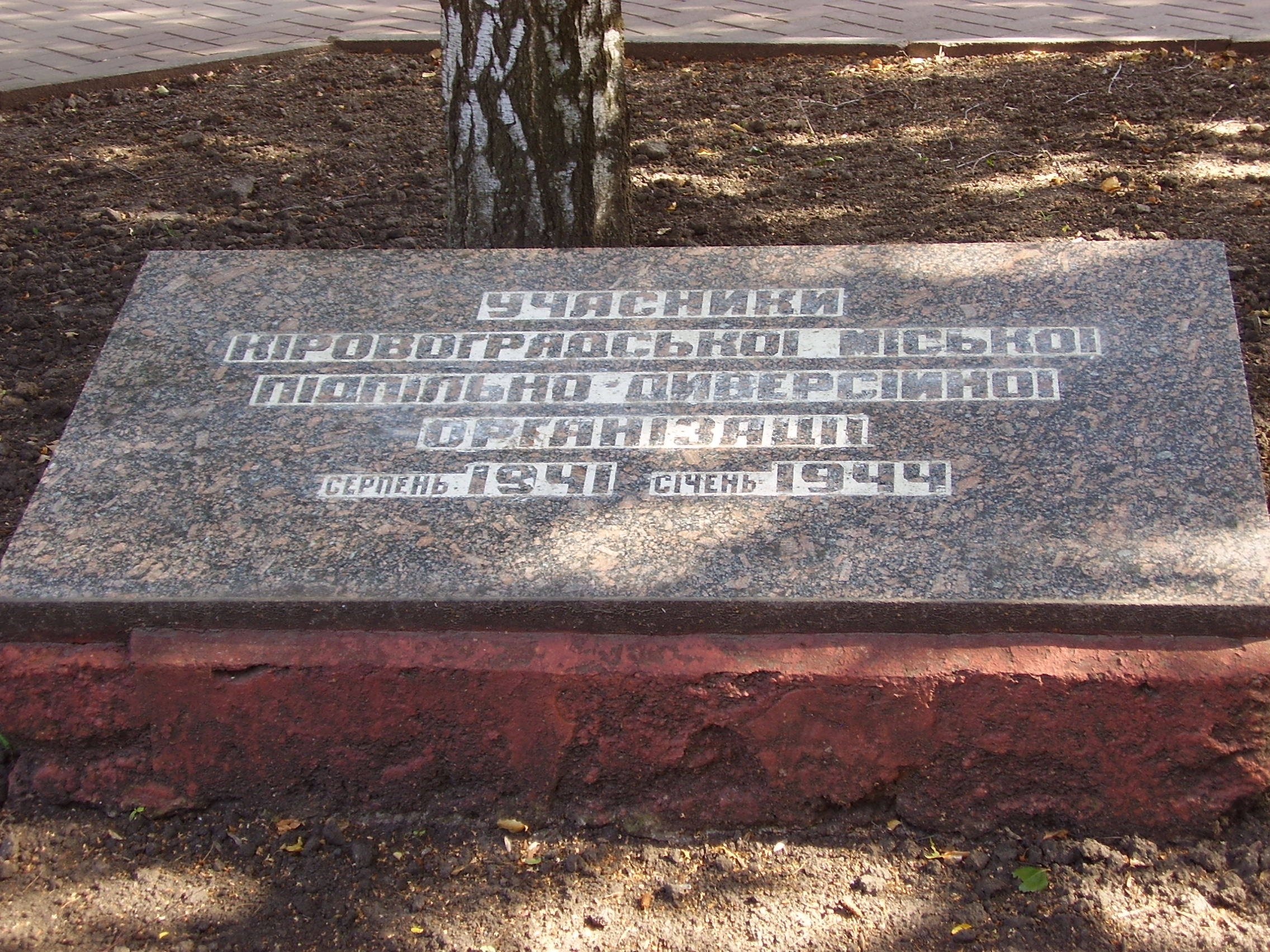
Могилы участников Кировоградской городской подпольно-диверсионной организации, существовавшей с августа 1941 по январь 1944
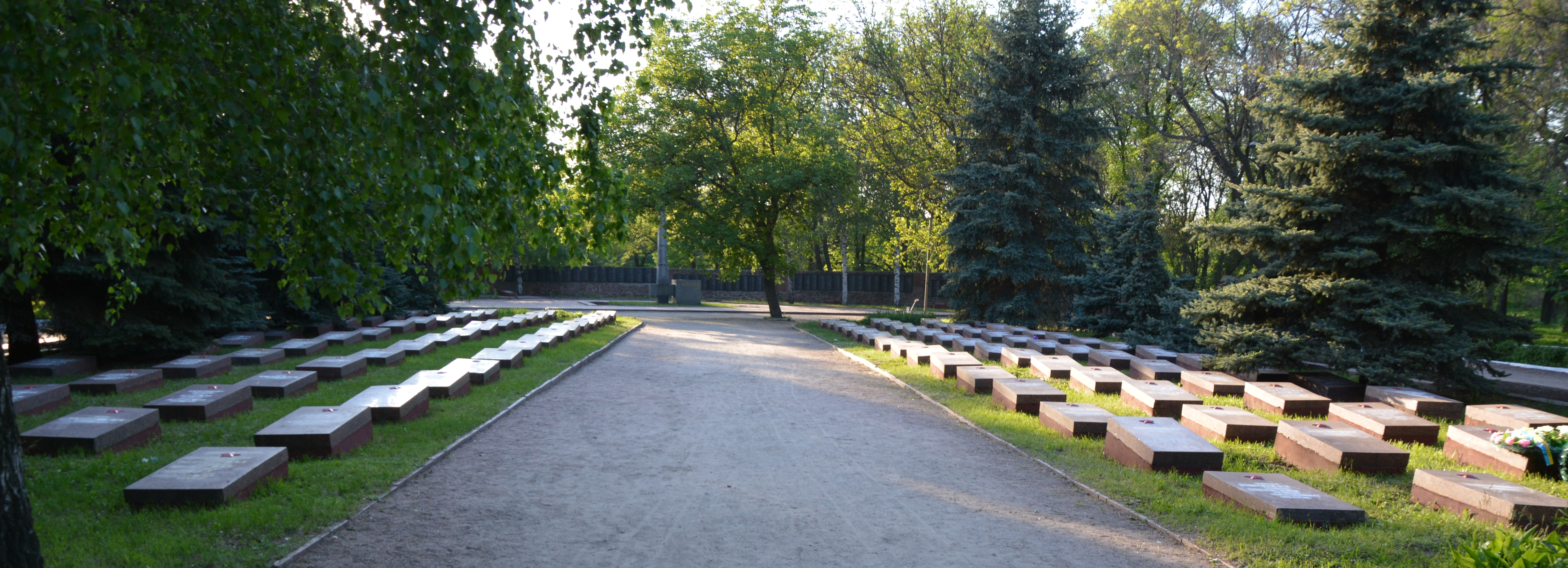
Могилы погибших бойцов 2-го Украинского фронта
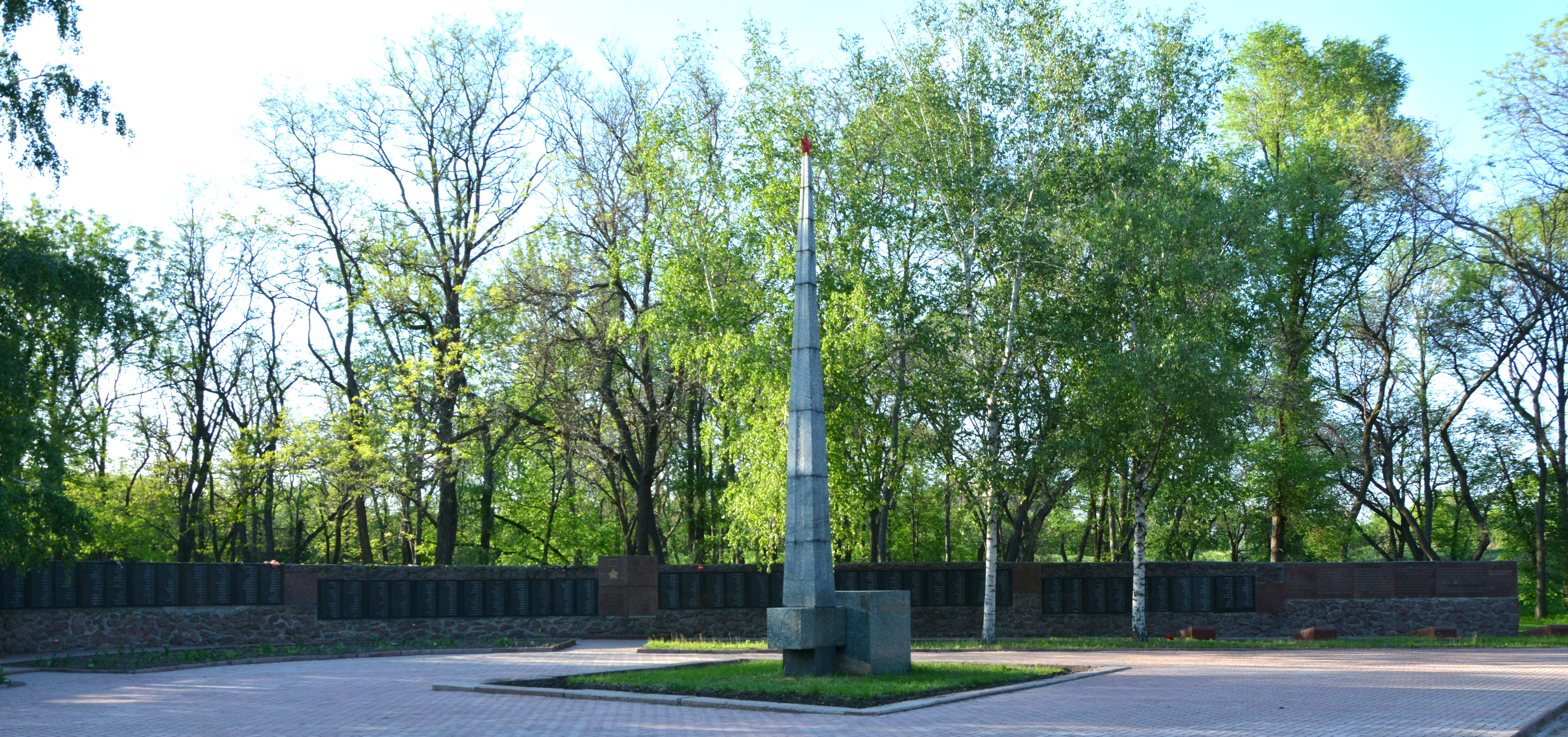
Стена памяти
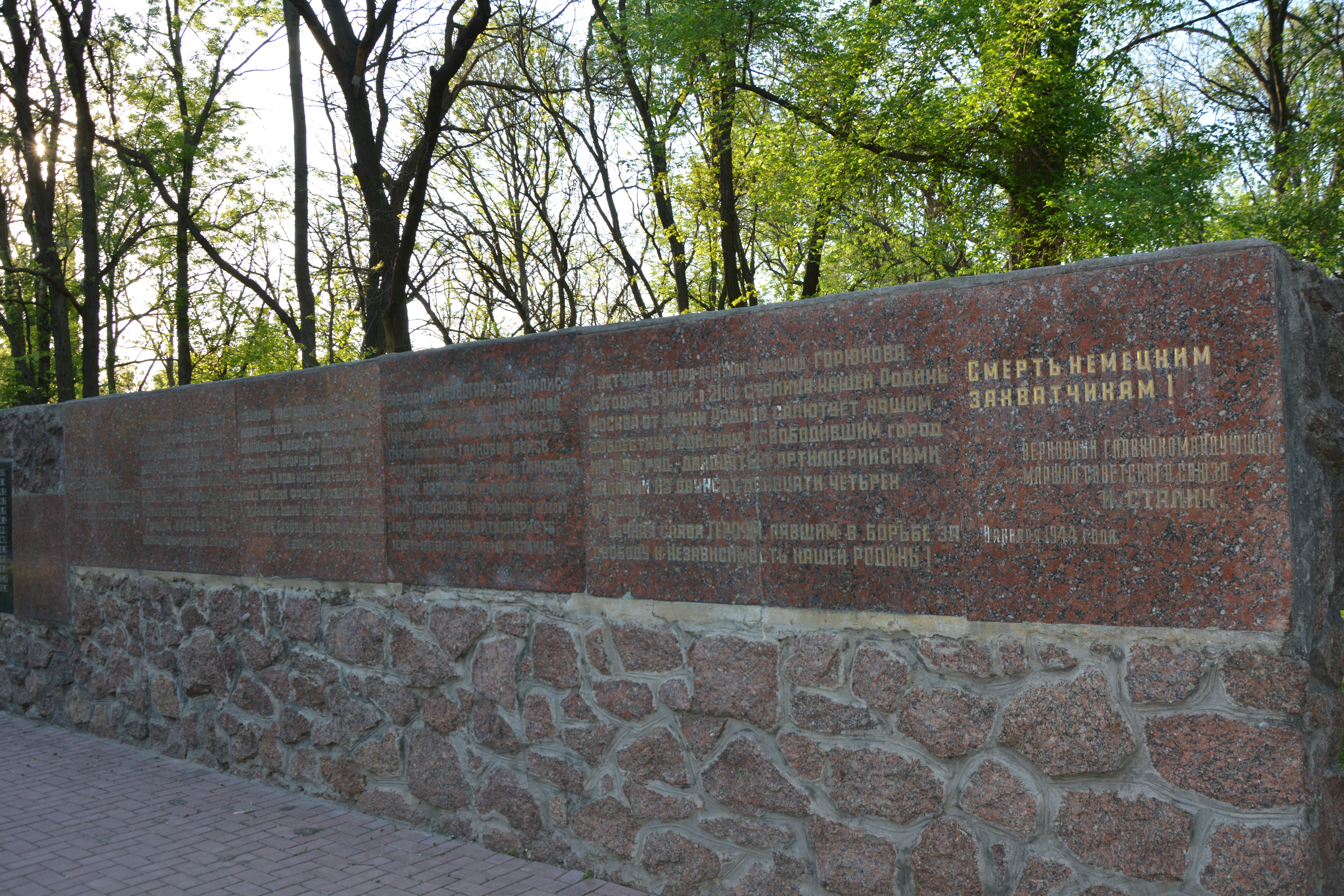
Табличка на стене памяти
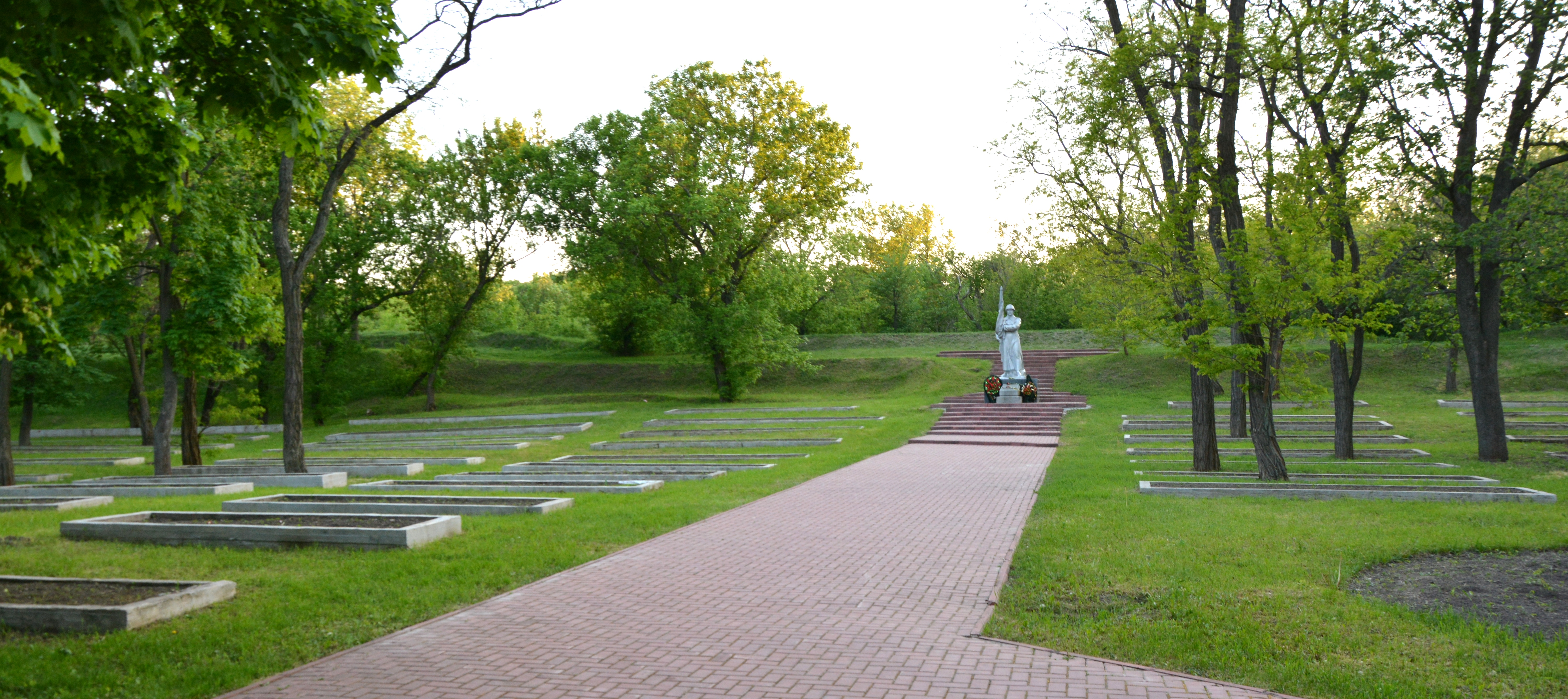
Памятник жертвам фашизма (Екатерининский бастион, братские могилы, являющиеся зарытыми траншеями с телами)
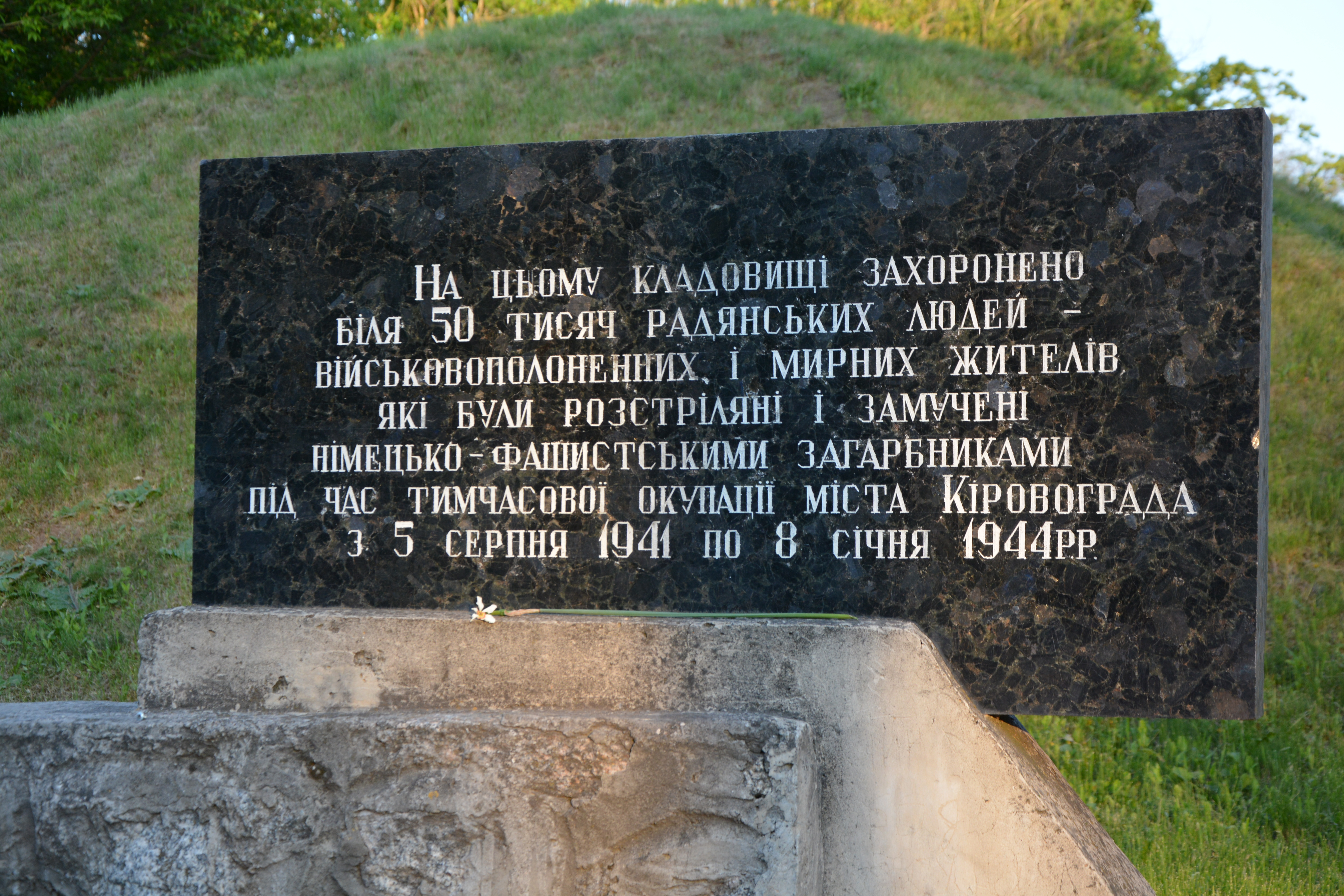
Табличка памятника (с укр. — «На этом кладбище похоронено 50 тысяч людей - военнопленных и мирных жителей которые были расстреляны и погибли от пыток немецко-фашистских захватчиков во время оккупации города с 5 августа 1941 по 8 января 1944»)
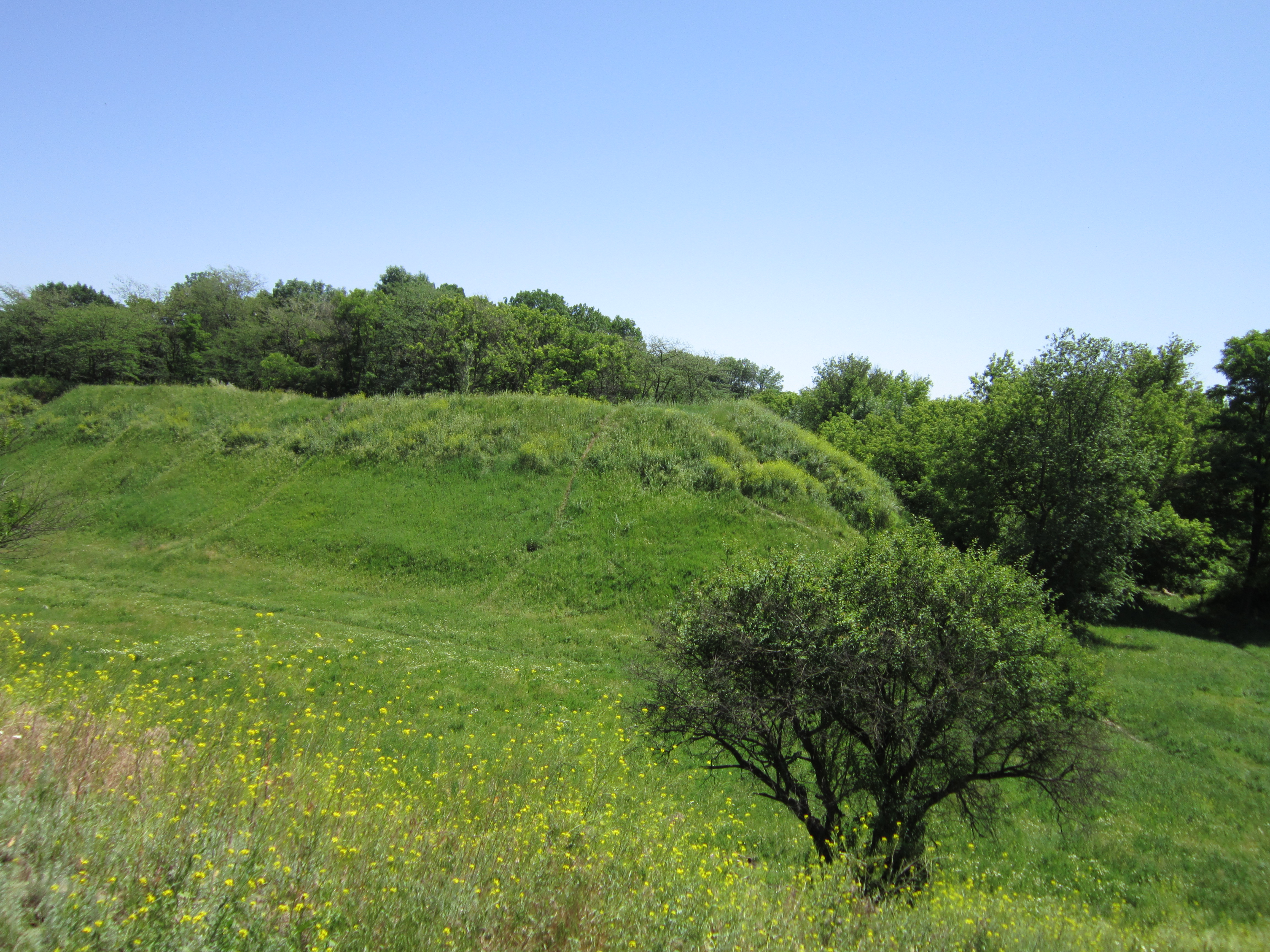
Остатки земляных укреплений